# Philippe Sauvageau
Philippe Sauvageau (né le 11 juin 1940 à Trois-Rivières) est un bibliothécaire et administrateur public québécois.

## Biographie
Philippe Sauvageau, de 1975 à 1989, travaille comme directeur général de l’Institut Canadien de Québec. Pendant son mandat, il œuvre sur le premier Plan directeur de la Bibliothèque de Québec (incluant le projet de construction d’une bibliothèque centrale dans la ville de Québec, ainsi que des succursales dans les quartiers de la Capitale-Nationale.
Depuis 1998, il a été président-directeur général du Salon international du livre de Québec jusqu'à sa suspension le 16 avril 2019, puis son congédiement le 18 juillet 2019.
Il est président et directeur général de la Bibliothèque nationale du Québec de 1989 à 2000.
En 2000, il devient directeur du réseau des bibliothèques de l’Université du Québec à Montréal.
De 2001 à 2010, il est directeur de la Bibliothèque de l'Assemblée nationale du Québec. Il est responsable de la conception de la bibliothèque Gabrielle-Roy de Québec. Il a été président du Secrétariat permanent des peuples francophones pendant huit ans et à ce titre il a participé à la création de quelque 180 centres de lecture et d'animation culturelle dans 18 pays francophones.
De 2012 à 2022, il est chef de direction de Services documentaires multimédias,.

## Honneurs
- 1990 - Prix de l'Institut canadien de Québec
- 1998 - Officier de l'Ordre des arts et des lettres de France[9]
- 2006 - Médaille de l'Assemblée nationale[10]
- 2007 - Chevalier de l'Ordre national du Québec[3]